# 리사 벨린데르
리사 벨린데르(Lisa Werlinder, 1972년 3월 12일 ~ )는 스웨덴의 배우이다.

## 출연 작품
- 뮌헨 (2005) - 신혼부부 신부 역
- 더블 시프트 (2005) - 신혼부부 신부 역
- 블랙 핌퍼넬 (2007) - 수잔 마르텐스 역
- 매치 (2011)